# Challenger de Todi 2024
El torneo Internazionali di Tennis Città di Todi 2024 fue un torneo de tenis perteneció al ATP Challenger Tour 2024 en la categoría Challenger 75. Se trató de la 18.ª edición, el torneo tuvo lugar en la ciudad de Todi (Italia), desde el 12 hasta el 18 de agosto de 2024 sobre pistas de tierra batida al aire libre.

## Jugadores participantes del cuadro de individuales
| Preclasificado | País                 | Jugador                 | Rank1 | Posición en el torneo |
| 1              | Bandera de Italia    | Stefano Travaglia       | 236   | Semifinales           |
| 2              | Bandera de Rumania   | Filip Cristian Jianu    | 238   | Primera ronda         |
| 3              | Bandera de Francia   | Clément Tabur           | 244   | Primera ronda         |
| 4              | Bandera de Italia    | Francesco Maestrelli    | 246   | Segunda ronda         |
| 5              | Bandera de Argentina | Genaro Alberto Olivieri | 249   | Primera ronda         |
| 6              | Bandera de Argentina | Andrea Collarini        | 257   | Primera ronda         |
| 7              | Bandera de Francia   | Geoffrey Blancaneaux    | 259   | Primera ronda         |
| 8              | Bandera de Italia    | Enrico Dalla Valle      | 261   | Baja                  |
| 9              | Bandera de Italia    | Gianluca Mager          | 266   | Primera ronda         |

- 1 Se ha tomado en cuenta el ranking del 5 de agosto de 2024.

### Otros participantes
Los siguientes jugadores recibieron una invitación (wild card), por lo tanto ingresan directamente al cuadro principal (WC):
- Gianmarco Ferrari
- Gabriele Pennaforti
- Gabriele Piraino

Los siguientes jugadores ingresan al cuadro principal tras disputar el cuadro clasificatorio (Q):
- Luciano Emanuel Ambrogi
- Pierluigi Basile
- Gianluca Cadenasso
- Luca Castagnola
- Facundo Juárez
- Luka Pavlovic

## Campeones

### Individual Masculino
- Carlos Taberner derrotó en la final a  Santiago Rodríguez Taverna por 6–4, 6–3

### Dobles Masculino
- Ivan Sabanov /  Matej Sabanov derrotaron en la final a  Filip Bergevi /  Mick Veldheer por 	6–4, 7–6(3)